# Cirrhitops fasciatus
Cirrhitops fasciatus és una espècie de peix pertanyent a la família dels cirrítids.

## Descripció
- Pot arribar a fer 12,7 cm de llargària màxima.[6][7]

## Alimentació
Menja principalment peixets, gambes i crancs, i, en menor grau, zooplàncton (larves de gambes i de gastròpodes, copèpodes i amfípodes) i sipúnculs.

## Depredadors
A les illes Hawaii és depredat per Parupeneus cyclostomus.

## Hàbitat
És un peix marí, bentònic, associat als esculls i de clima tropical que viu entre 1 i 52 m de fondària.

## Distribució geogràfica
Es troba a Madagascar, Reunió, Maurici, el Japó i les illes Hawaii.

## Observacions
És inofensiu per als humans.